# HD 75469
HD 75469，又名BD+19 2110，SAO 98162、HR 3504，是一颗恒星，视星等为6.16，位于銀經207.88，銀緯34.48，其B1900.0坐标为赤經8h 45m 3.6s，赤緯+19° 34.48′ 19″。